# Cabusset australià
El cabusset australià (Tachybaptus novaehollandiae) és una espècie d'ocell de la família dels podicipèdids (Podicipedidae) que habita aiguamolls, estanys, llacs i tranquil·les corrents fluvials a Java, illes Petites de la Sonda, illa de Timor, les Moluques, Nova Guinea, illes Salomó meridionals, Vanuatu, Nova Caledònia, Austràlia, Tasmània i Nova Zelanda.